# الحدود بين فرنسا ولوكسمبورغ
تمتد الحدود بين فرنسا ولوكسمبورغ على طول 73 كيلومترًا (45 ميلًا)،[1] في شمال شرق فرنسا وجنوب لوكسمبورغ.

## وصف
تبدأ الحدود في الغرب عند النقطة الثلاثية بين بلجيكا وفرنسا ولوكسمبورغ (49°32′47″N 5°49′07″E / 49.54639°N 5.81861°E)، حيث تلتقي بلدية أوبان البلجيكية، وبلدية مونت سان مارتن الفرنسية، وبلدية بيتانج اللوكسمبورغية. تقع هذه النقطة على نهر شير.
ثم تتجه الحدود بشكل عام نحو الشرق حتى تصل إلى النقطة الثلاثية بين ألمانيا وفرنسا ولوكسمبورغ (49°28′10″N 6°22′02″E / 49.469444°N 6.367222°E)، حيث تلتقي بلدية بيرل الألمانية، وبلدية أباتش الفرنسية، وبلدية شنغن اللوكسمبورغية. تقع هذه النقطة على نهر موزيل.

## تاريخ

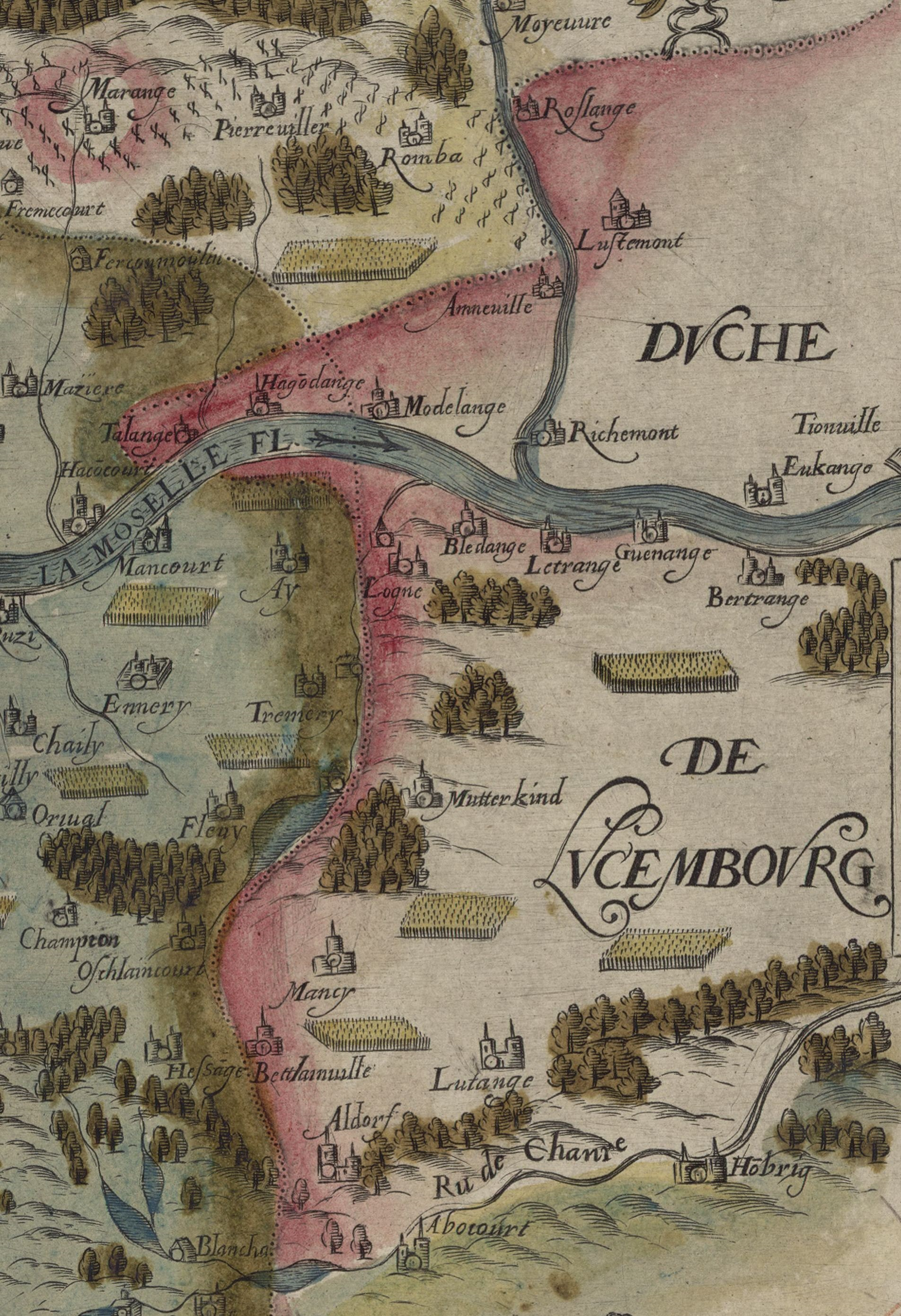
الحدود بين ميسين ولوكسمبورغ عام 1610، بما في ذلك جيب مارانج اللوكسمبورغي.

عند إنشاء مقاطعة الأسقفيات الثلاث في عام 1552، ظهرت أول حدود بين فرنسا ولوكسمبورغ: كانت تقع بين شمال مقاطعة ميتز وجنوب مقاطعة تيونفيل. 
تنازلت لوكسمبورغ عن قريتي هوسيني وريدانج الحدوديتين لصالح لورين في عام 1602. 
بعد معاهدة البرانس عام 1659، ورغم التغيرات التي طرأت على سلالات حكامها، لم تشهد الأراضي التابعة للوكسمبورغ أي تغيير في مساحتها حتى عام 1795، باستثناء تلك التي اتفقت عليها ماري تيريز وملك فرنسا لويس الخامس عشر، والتي وردت في معاهدتي الحدود لعامي 1769 و1779. 

### اتفاقية 16 مايو 1769
أنهت اتفاقية 16 مايو 1769 وجود العديد من الجيوب داخل فرنسا وهولندا النمساوية (التي كانت لوكسمبورج جزءًا منها في ذلك الوقت)،  كما أسست هذه الاتفاقية خط حدود جديدًا: "سيكون جدول فريزانج (غاندر) هو الحد الفاصل في هذا الجزء، بدءًا من النقطة التي يغادر فيها أراضي فريزانج وحتى النقطة التي يدخل فيها أراضي غانديرن. ومن هذه النقطة، وحتى نهر موزيل، سيظل الحد كما هو الآن، بحيث تصبح غانديرن، وبايرن، وكل ما يتبع حاليًا تحت هذا الحد، تابعًا للإمبراطورة الملكة، ملكًا لفرنسا من الآن فصاعدًا". 
تنازل الملك للإمبراطورة الملكة، بموجب المادة الثامنة عشرة، عن حقوقه ومطالباته وممتلكاته على القرى والأماكن الواقعة على يسار نهر فريزانج.  من جانبها، تنازلت الإمبراطورة الملكة، بموجب المادة التاسعة عشرة، عن جميع المطالبات بالإقطاعيات التي ادعت فرنسا حتى الآن امتلاكها باعتبارها تبعيات لتيونفيل، بقدر ما تقع على يمين مجرى النهر المذكور والحد الذي تحدده المادة الثامنة عشرة. 

### اتفاقية 18 نوفمبر 1779
تنازل ملك فرنسا للإمبراطورة الملكة، على حدود لوكسمبورغ، عن قرية وأرض وسيادة سوميثون، بالإضافة إلى ممتلكات هايون مع ممتلكاتها وتوابعها وملحقاتها (المادة التاسعة والعشرون). تنازلت الإمبراطورة الملكة للملك، في نفس المقاطعة، عن قريتي جيرنيل وروميل، مع ممتلكاتهما وتوابعهما وملحقاتهما (المادة الثلاثين).

### القرنالتاسع عشر
تم توحيد بلديتي إيفرانج وهاغن بموجب مرسوم صادر في 12 أبريل 1811 في فريزانج (كانت في ذلك الوقت ضمن إدارة الغابات)؛ ثم أعيد دمجهما في موزيل، بموجب معاهدة عام 1814.
قبل الثورة، كانت قرية مانديرن، الواقعة في منطقة لورين، تابعة للأراضي النمساوية الهولندية باعتبارها تابعة لدولة لوكسمبورج. بعد فتوحات فرنسا، تم تصنيف هذه القرية ضمن إدارة الغابات (كانتون ريميش).  احتلتها بروسيا عام 1815، وفي النهاية تنازلت عنها لفرنسا عام 1829. 
من عام 1871 إلى عام 1918، وبعد الضم الألماني، تم تقليص الحدود الفرنسية اللوكسمبورجية إلى خط يمتد من مونت سان مارتن إلى هوسيني جودبرانج. 

### القرنالحادي والعشرين
يعود آخر تعديل لمسار الحدود إلى عام 2007 بتبادل الأراضي بمساحة إجمالية قدرها 87,679 مترًا مربعًا بين بلدية روسانج الفرنسية وبلدية سانيم في لوكسمبورج، غرب إيش سور ألزيت، كجزء من مشروع إعادة تحويل الأراضي القاحلة لإنتاج الصلب إلى مراكز للتعليم العالي والجامعي.  

## قائمة البلديات المتاخمة للحدود
من الغرب إلى الشرق:

### فرنسا
- مونت سانت مارتن
- لونجلافيل
- سولنيس
- هوسيني-جودبرانج
- ريدانج
- روسانج
- أودون لو تيش
- أوتانج
- فولميرانج ليه مين
- زوفتجن
- هاغن
- ايفرانج
- باس-رينتجن
- موندورف
- بوتيلانج ليه ثيونفيل
- بيرين ليه سيرك
- هاوت كونتز
- كونتز ليه با
- سيرك ليه با
- أباتش

### لوكسمبورغ
- بيتانج
- ديفيردانج
- سنم
- إش سور ألزيت
- روميلانج
- كايل
- دوديلانج
- بيتمبورج
- روزر
- فريسانج
- موندورف ليه با
- شنغن

## المعابر

### سكك الحديد
هناك حاليا أربعة معابر سكك حديدية مفتوحة:
| المحطة (فرنسا) | المحطة (لوكسمبورج) | رقم الخط (SNCF) | رقم الخط (CFL) | إلى (فرنسا)             | إلى (لوكسمبورج) |
| --- | ------------------ | --------------- | -------------- | ----------------------- | --------------- |
| مونت سان مارتن | رودانج             | 202100          | 6h             | لونجوي                  | إيش سور ألزيت   |
| أودون لو تيشي | إيش سور ألزيت      | 196300          | 6e             | - تم إغلاق جميع الخطوط- | إيش سور ألزيت   |
| زوفتجن | بيتيمبورغ          | 180000          | 6              | ميتز                    | لوكسمبورج       |
| فولميرانج ليه مين | دوديلانج           | -               | 6b             | -لا يوجد خط-            | لوكسمبورج       |
| ملحوظات: - لم يعد من الممكن الوصول إلى بلدية أودون لو تيش الفرنسية إلا عن طريق السكك الحديدية من لوكسمبورج، بعد إغلاق الخطوط الثلاثة المتجهة إلى هوسيني جودبرانج وفونتوي وفيليروبت. - وبعد اتفاق إقليمي عبر الحدود لإضافة 850 مترًا من المسار إلى الخط 6b (بيتيمبورغ - دوديلانج)، أصبحت مدينة فولميرانج ليه مين الفرنسية المحطة النهائية الجديدة في عام 2003. |                    |                 |                |                         |                 |

### الطرق
هناك العديد من نقاط العبور البرية التي تعبر الحدود، وأهمها الطريق الأوروبي E25 من ستراسبورغ عبر سانت أفولد ومتز (A 31) إلى لوكسمبورج (A 3)، ويعبر الحدود في زوفتجن.